# Syzygium multipetalum
Syzygium multipetalum är en myrtenväxtart som beskrevs av Jean Armand Isidore Pancher, Adolphe-Théodore Brongniart och Jean Antoine Arthur Gris. Syzygium multipetalum ingår i släktet Syzygium och familjen myrtenväxter. Inga underarter finns listade i Catalogue of Life.